# Salford and Eccles

Carte de la nouvelle circonscription parlementaire britannique de Salford et Eccles.

La circonscription de Salford and Eccles est une circonscription située dans le Grand Manchester et représentée à la Chambre des communes du Parlement britannique.